# 鈴木伸之
鈴木 伸之（すずき のぶゆき、1992年10月14日 - ）は、日本の俳優。神奈川県川崎市出身。LDH JAPAN所属。

## 略歴
2010年2月より行われた「VOCAL BATTLE AUDITION 2」に参加。2次審査で落選するも、その後事務所から連絡があり、興味があればEXPGに通ってみないかと誘われ東京校に通う。同年8月より行われた「第3回劇団EXILEオーディション」に合格し俳優として活動を開始する。
2022年10月22日、主演ドラマ『自転車屋さんの高橋くん』のエンディング曲「フタリノリ」で歌手デビュー。これまでに出演した作品の中で歌唱する機会が何度かあった流れで、同ドラマのエンディング曲を歌う話が持ち上がり、歌手デビューに至った。
2023年9月29日、年内をもって劇団EXILEを脱退することを発表。同年12月31日に脱退した。

## 人物
- 兄が2人いる[7]。
- 小学1年から中学2年まで野球をしていた[2]。
- 元プロ野球選手の桑田真澄の息子である桑田真樹と[8]Mattとは保育園が同じであった[9]。
- 町田啓太は劇団EXILEの同期で、下積み時代の3年程は近所に住んでおり、当時は頻繁に会っていた[10]。
- 2019年1月、ファンクラブ会員向け動画配信サービス『LDH TV』で、ギネス世界記録に挑戦する企画が配信された。鈴木は劇団EXILEの八木将康とペアで「1分間でもっとも多く箸でマシュマロをキャッチした回数」のギネス世界記録を更新した[11][12]。同年6月には、八木とペアで「1分間でもっとも多くマシュマロを口でキャッチした回数」のギネス世界記録を更新した[12]。
- 喫煙者である。自ら公言することはなかったが、2024年12月に行われた映画の完成披露上映会の場で、共演者の浅野温子が喫煙の話題を出した際、浅野が鈴木もヘビースモーカーであると明かした[13]。

## 出演

### テレビドラマ
- ろくでなしBLUES 第8話（2011年8月24日、日本テレビ） - 渡久地丈一郎 役
- 海賊戦隊ゴーカイジャー 第39話（2011年11月20日、テレビ朝日） - バスケ部員 役
- 13歳のハローワーク 第4話（2012年2月3日、テレビ朝日）-  渡辺俊介 役
- あっこと僕らが生きた夏（2012年4月14日・21日、NHK） - 俵晴彦 役
- GTO（2012年7月3日 - 9月11日、関西テレビ・フジテレビ） - 草野忠明 役
  - GTO 秋も鬼暴れスペシャル（2012年10月2日）
  - GTO 正月スペシャル! 冬休みも熱血授業だ（2013年1月2日）
  - GTO 完結編 〜さらば鬼塚! 卒業スペシャル〜（2013年4月2日）
- シュガーレス（2012年10月3日 - 12月26日、日本テレビ） - 丸母タイジ 役
- お天気お姉さん（2013年4月12日 - 6月7日、テレビ朝日） - 中島康二 役
- 太陽の罠 第2話（2013年12月7日、NHK）- 武石達成 役
- ルーズヴェルト・ゲーム（2014年4月27日 - 6月22日、TBS） - 如月一磨 役[14]
- 水球ヤンキース（2014年7月12日 - 9月20日、フジテレビ） - 郷田剛 役
- 大河ドラマ 花燃ゆ（2015年1月4日 - 12月13日、NHK） - 寺島忠三郎 役
- HEAT（2015年7月7日 - 9月1日、関西テレビ・フジテレビ） - 等々力秀一 役[15]
- HiGH&LOW〜THE STORY OF S.W.O.R.D.〜（2015年10月22日 - 12月24日、日本テレビ） - ヤマト 役
  - HiGH&LOW Season2（2016年4月24日 - 6月26日）
- あなたのことはそれほど（2017年4月18日 - 6月20日、TBS） - 有島光軌 役[16]
- 今からあなたを脅迫します 第1話 - 第5話（2017年10月15日 - 11月19日、日本テレビ系） - 京田カオル 役[17]
- 眠れぬ真珠〜まだ恋してもいいですか?〜（2017年12月21日・28日、読売テレビ・日本テレビ） - 徳永素樹 役[18]
- 連続テレビ小説 半分、青い。 第13話 - 第18話（2018年4月16日 - 21日、NHK） - 神崎トオル 役
- デイジー・ラック（2018年4月20日 - 6月22日、NHK総合、ドラマ10） - 安芸開人 役
- PRINCE OF LEGEND（2018年10月4日 - 12月6日、日本テレビ） - 京極尊人 役
- 今日から俺は!!（2018年10月14日 - 12月16日、日本テレビ） - 片桐智司 役
- ラジエーションハウス 〜放射線科の診断レポート〜（2019年4月8日 - 6月17日、フジテレビ） - 辻村駿太郎 役[19]
  - ラジエーションハウスII〜放射線科の診断レポート〜（2021年10月4日 - 12月13日）[20]
- G線上のあなたと私（2019年10月15日 - 12月17日、TBS） - 加瀬侑人 役[21]
- 親バカ青春白書 第2話（2020年8月9日、日本テレビ） - 天文サークルの先輩 役[22]
- 私たちはどうかしている（2020年8月12日 - 9月30日、日本テレビ） - 高月樹 役[23]
- 俺たちはあぶなくない〜クールにさぼる刑事たち（2020年9月17日 - 11月6日、MBS） - 主演・高野心 役（佐野勇斗とダブル主演）[24]
- 誉田哲也サスペンス ドンナビアンカ〜刑事 魚住久江〜（2020年10月5日、テレビ東京） - 峰岸学 役
- ボクの殺意が恋をした（2021年7月4日 - 9月12日、読売テレビ・日本テレビ） - 八乙女流星 役[25]
- 恋です! 〜ヤンキー君と白杖ガール〜（2021年10月6日 - 12月15日、日本テレビ） - 金沢獅子王 役[26]
- お茶にごす。（2021年10月8日 - 12月24日、テレビ東京） - 主演・船橋雅矢 役[27]
- ケイ×ヤク -あぶない相棒-（2022年1月13日 - 3月17日、読売テレビ・日本テレビ） - 主演・国下一狼 役[28]
- 悪女（わる）〜働くのがカッコ悪いなんて誰が言った?〜（2022年4月13日 - 6月15日、日本テレビ） - 小野忠 役[29][30]
- 監察の一条さん（2022年6月29日、テレビ朝日） - 椎名一樹 役[31]
- ファーストペンギン!（2022年10月5日 - 12月7日、日本テレビ） - 永沢一希 役[32][33]
- 自転車屋さんの高橋くん（2022年11月4日 - 12月23日、テレビ東京） - 主演・高橋遼平 役[34]
- 忍者に結婚は難しい（2023年1月5日 - 3月16日、フジテレビ） - 草刈悟郎 役[35][36]
- 舟を編む 〜私、辞書つくります〜 第1話・第2話（2024年2月18日・2月25日、NHK BS・NHK BSプレミアム4K） - 中村昇平 役[37]
- バントマン（2024年10月12日 - 12月21日、東海テレビ・フジテレビ） - 主演・柳澤大翔 役[38]
- 誰も知らない明石家さんま「芸人がアイドルに勝った日〜タブーを破った禁断の一日」（2024年12月1日、日本テレビ） - 田原俊彦 役[39]
- まどか26歳、研修医やってます!（2025年1月14日 - 3月18日、TBS） - 菅野尊 役[40]

### 配信ドラマ
- ボクの殺意が恋する前（2021年7月25日 - 9月12日、Hulu） - 八乙女流星 役[41]
- JAM -the drama-（2021年8月26日 - 10月14日、ABEMA） - 川崎テツオ 役[42]
- 悪男（わる）〜恋する男がカッコ悪いなんて誰が言った?〜（2022年6月1日 - 15日、TVer） - 小野忠 役[43]

### 映画
- 桐島、部活やめるってよ（2012年8月11日） - 久保孝介 役
- アラグレ（2013年1月12日） - 主演・氷室星哉 役
  - アラグレII ROPPONGI v.s. SHIBUYA（2014年2月22日）
- 謝罪の王様（2013年9月28日） - 英里人 役
- セブンデイズ リポート（2014年2月8日） - 武藤修吾 役
- ストレイヤーズ・クロニクル（2015年6月27日） - 壮 役
- オオカミ少女と黒王子（2016年5月28日） - 神谷望 役
- ROAD TO HiGH&LOW（2016年5月7日） - ヤマト 役
  - HiGH&LOW THE MOVIE（2016年7月16日）
  - HiGH&LOW THE RED RAIN（2016年10月8日）
  - HiGH&LOW THE MOVIE 2 / END OF SKY（2017年8月19日）
  - HiGH&LOW THE MOVIE 3 / FINAL MISSION（2017年11月11日）
  - DTC -湯けむり純情篇- from HiGH&LOW（2018年9月28日）
- 東京喰種 トーキョーグール（2017年7月29日） - 亜門鋼太朗 役[44]
  - 東京喰種 トーキョーグール【S】（2019年7月19日）
- リベンジgirl（2017年12月23日） - 門脇俊也 役
- jam（2018年12月1日） - 主演・川崎テツオ 役
- PRINCE OF LEGEND（2019年3月21日） - 京極尊人 役[45]
  - 貴族降臨 -PRINCE OF LEGEND-（2020年3月13日）[46]
- 夏の夜空と秋の夕日と冬の朝と春の風「時々もみじ色」（2019年10月25日） - 主演・中島大和 役[47]
- 今日から俺は!!劇場版（2020年7月17日） - 片桐智司 役
- ブレイブ -群青戦記-（2021年3月12日） - 松本考太 役[48]
- 東京リベンジャーズ（2021年7月9日、ワーナー・ブラザース映画） - 清水将貴 役[49]
  - 東京リベンジャーズ2 血のハロウィン編 -運命-（2023年4月21日）[50]
  - 東京リベンジャーズ2 血のハロウィン編 -決戦-（2023年6月30日）[50]
- 劇場版 ラジエーションハウス（2022年4月29日） - 辻村駿太郎 役[51]
- サラリーマン金太郎（ライツキューブ） - 主演・矢島金太郎 役[52]
  - 【暁】編（2025年1月10日）
  - 【魁】編（2025年2月7日）

### 短編映画
- CINEMA FIGHTERS「Snowman」（2018年1月26日） - ロク 役

### 配信映画
- アクターズ・ショート・フィルム4「せん」（2024年3月1日、WOWOWオンデマンド） - 主演（中尾ミエとダブル主演）[53]

### 舞台
- 劇団EXILE 華組×風組合同公演「ろくでなしBLUES」（2010年12月） - 坂元 / 沢村米示 役
- 「12」〜12人の怒れる男より〜（2011年2月）
- 劇団EXILE W-IMPACT「レッドクリフ -愛-」（2011年8月）
- リーディングドラマ「もしもキミが。」（2011年9月） - 優基 役
- シダの群れ 純情巡礼編（2012年5月）
- 劇団EXILE公演「あたっくNo.1」（2013年8月 - 9月） - 二本柳肇 一等兵 役
- 真田十勇士（2014年1月 - 2月） - 三好伊三 役
- 劇団EXILE公演「歌姫」（2014年3月） - 神宮寺 役
- 劇団EXILE あたっくNo.1スピンオフ朗読劇「眉毛一族の陰謀」（2014年4月）
- 方南ぐみ企画公演朗読劇「逢いたくて…」（2016年5月）
- 勇者のために鐘は鳴る（2020年1月 - 2月） - JACK 役[54][55]
- BOOK ACT「芸人交換日記」（2020年2月）[56]

### テレビ番組
- あさチャン! マンスリープレゼンター（2021年1月、TBS）[57]

### ラジオ
- SOUNDS OF STORY〜ASADA JIRO LIBRARY〜「越年歩哨」（2014年12月27日、J-WAVE） - 赤間三郎 役[58]
- クライナーファイグリング presents 鈴木伸之 NOBU BAR（2023年10月 - 2024年3月、ニッポン放送）[59]

### CM
- NTT docomo「d fashion」（2013年）
- 住友生命（2013年）
- 一越観光（2014年）[60]
- 洋服の青山（2015年、2017年、2019年）[61]
- Galaxy「Galaxy S10」（2019年）[62]
- JT「想うた」シリーズ（2019年） - 村石翔太 役[63]
- 花キューピット（2020年）[64]
- レジーナクリニック（2021年）[65]
- アコム「侍ビッグ3」シリーズ（2021年 - 2024年） - 織田信長 役[66][67][68][69]
- フレイアクリニック「前払金保証」（2025年）[70]

### ミュージックビデオ
- 三代目J Soul Brothers「FIGHTERS」（2011年）

### アニメ
- 『HiGH&LOW g-sword』アニメーションDVD付き特装版 フラッシュアニメ（2017年10月17日） - ヤマト 役

### ゲーム
- PRINCE OF LEGEND LOVE ROYALE（2019年3月5日 - 2022年6月30日、iOS / Android） - 京極尊人 役[71]

### その他
- 小学館エンジェル文庫『お嬢様・綾小路美優さんのヒミツ!』カバーモデル（2014年）
- リベルタ「デンティス」イメージキャラクター（2018年）[72]
- ブルガリ イル・チョコラート「サン・ヴァレンティーノ2022」スペシャルアンバサダー（2022年）[73]
- フレイアクリニックメンズ イメージモデル（2025年）[74]

## 作品

### 配信シングル
- フタリノリ（2022年10月22日）[5]
- Ambivalence（2023年2月8日）[75]
- 生涯HERO（2024年10月13日）[76]

### ミニアルバム
- Action（2024年11月27日）[77]

### タイアップ
| 曲          | タイアップ                                         |
| ----------- | -------------------------------------------------- |
| フタリノリ  | ドラマ『自転車屋さんの高橋くん』エンディングテーマ |
| Ambivalence | ドラマ『忍者に結婚は難しい』挿入歌                 |
| 生涯HERO    | ドラマ『バントマン』主題歌                         |

## 書籍

### 写真集
- 鈴木伸之ファースト写真集"FACE"（2018年2月、双葉社）ISBN 978-4-5753-1332-1
- OVERSEAS（2020年2月、ワニブックス）ISBN 978-4-8470-8254-2 [78]

## イベント
- 鈴木伸之ファンミーティング（2024年8月3日）[79]
- 鈴木伸之 1stライブ「Action」（2025年3月28日）[80]

## 受賞
- ベスト スタイリング アワード 2023 男性部門[81]